# Proporzyca marzymłódka
Proporzyca marzymłódka, marzymłódka proporzec (Tyria jacobaeae) – gatunek motyla z rodziny mrocznicowatych (Erebidae) i podrodziny niedźwiedziówek, znany również pod nazwą marzymłódka proporzec. 
Cechy rozpoznawcze: 
- rozpiętość skrzydeł 32–40 mm
- głowa, tułów i odwłok czarne
- przednie skrzydło szaro-czarne z czerwoną smugą wzdłuż przedniego brzegu i dwiema czerwonymi plamkami przy brzegu zewnętrznym
- tylne skrzydło karminowo-czerwone z czarną strzępiną

Owady dorosłe występują od połowy maja do początku lipca. 

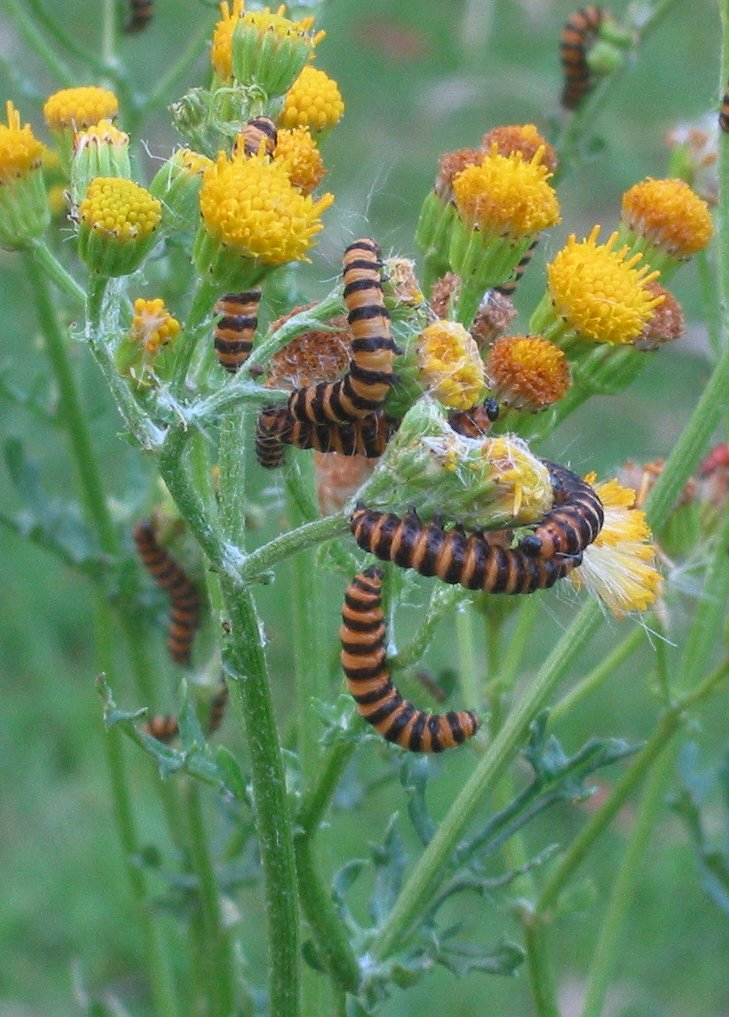
Gąsienice żerujące na starcu

Gąsienice żywią się liśćmi takich roślin jak starzec jakubek, lepiężnik i podbiał. Gromadne żerowanie gąsienic przebiega od lipca do września. Zaniepokojone gąsienice zwijają się i opadają. Przeobrażają się po przezimowaniu poczwarki w oprzędach na ziemi lub płytko pod jej powierzchnią.